# Philautus aurifasciatus
Espèce
Synonymes
- Hyla aurifasciatus Schlegel, 1837
- Nyctixalus robinsoni Annandale, 1917

Statut de conservation UICN

 LC  : Préoccupation mineure
Philautus aurifasciatus est une espèce d'amphibiens de la famille des Rhacophoridae.

## Répartition
Cette espèce est endémique de l'île de Java en Indonésie. Elle a aussi été reportée en Thaïlande mais n'a pas été confirmée.

## Publication originale
- Schlegel, 1837 : Abbildungen neuer oder unvollständig bekannter Amphibien : nach der Natur oder dem Leben entworfen (1837). Düsseldorf, Arnz & company, p. 1-141. (texte intégral).